# Felix Schmidt
Felix Schmidt (Dresden, 11 de maig, 1848 - 1927) fou un cantant alemany.
Fou deixeble de Mantius i de Weitzman i després començà els seus estudis a l'Acadèmia Reial de Música de Berlín, de la que en fou nomenat professor el 1878, succeint el 1895 a Engel com a director de la classe de cant dramàtic. També fou director de la gran societat coral Leherergesangverein.
Schmidt, que posseïa una bella veu de baix, es va dedicar exclusivament als concerts.